# Dirk Raudies
Dirk Raudies, né le 17 juin 1964 à Biberach an der Riß, est un ancien pilote de vitesse moto allemand.
Son plus grand succès est sa victoire au Championnat du monde 125 cm³ sur Honda en 1993.
Depuis 2004, il travaille en tant que commentateur pour Eurosport lors des Grand Prix de vitesse moto.

## Statistiques

### Résultats détaillés
(Les courses en gras indiquent une pole position; les courses en italique indiquent un meilleur tour en course)
| Année | Cat.    | Moto  | 1       | 2       | 3       | 4       | 5       | 6       | 7       | 8      | 9       | 10      | 11      | 12      | 13     | 14      | 15      | Classement | Points |
| ----- | ------- | ----- | ------- | ------- | ------- | ------- | ------- | ------- | ------- | ------ | ------- | ------- | ------- | ------- | ------ | ------- | ------- | ---------- | ------ |
| 1989  | 125 cm3 | Honda | JPN     | AUS     | ESP     | NAT     | ALL 12  | AUT 6   | P-B 15  | BEL 13 | FRA     | GBR 13  | SUE 11  | TCH 13  |        |         |         | 15e        | 29     |
| 1990  | 125 cm3 | Honda | JPN 4   | ESP 10  | NAT 2   | ALL 2   | AUT Ab. | YOU 13  | P-B 11  | BEL 6  | FRA 8   | GBR 13  | SUE 8   | TCH 6   | HON 13 | AUS 6   |         | 5e         | 113    |
| 1991  | 125 cm3 | Honda | JPN 21  | AUS 11  | ESP 9   | ITA 10  | ALL 8   | AUT 4   | EUR 5   | P-B 10 | FRA 6   | GBR Ab. | RSM 9   | TCH Ab. | MAL 8  |         |         | 8e         | 81     |
| 1992  | 125 cm3 | Honda | JPN 9   | AUS 7   | MAL 5   | ESP 7   | ITA 2   | EUR 5   | ALL 6   | P-B    | USA 15  | FRA 7   | GBR 4   | BRE 1   | RSA 4  |         |         | 6e         | 91     |
| 1993  | 125 cm3 | Honda | AUS 1   | MAL 1   | JPN 1   | AUT Ab. | ESP 3   | ALL 1   | P-B 1   | EUR 5  | RSM 1   | GBR 1   | RTC 2   | ITA 1   | USA 1  | FIM 8   |         | 1re        | 280    |
| 1994  | 125 cm3 | Honda | AUS 10  | MAL 4   | JPN Ab. | ESP 5   | AUT 1   | ALL 1   | P-B Ab. | ITA 5  | FRA 5   | GBR 8   | RTC 7   | USA 8   | ARG 6  | EUR 1   |         | 4e         | 162    |
| 1995  | 125 cm3 | Honda | AUS Ab. | MAL 7   | JPN Ab. | ESP 3   | ALL 5   | ITA Ab. | P-B 1   | FRA 2  | GBR 4   | RTC Ab. | RIO 8   | ARG 3   | EUR 5  |         |         | 5e         | 124,5  |
| 1996  | 125 cm3 | Honda | MAL Ab. | IND 4   | JPN Ab. | SPA 13  | ITA Ab. | FRA 6   | NED 6   | GER 16 | GBR Ab. | AUT 2   | CZE 10  | IMO 14  | CAT 10 | RIO 10  | AUS 11  | 13e        | 81     |
| 1997  | 500 cm3 | Honda | MAL 14  | JPN Ab. | SPA 20  | ITA 20  | AUT Ab. | FRA 10  | NED Ab. | IMO 17 | GER Ab. | RIO 20  | GBR Ab. | CZE 19  | CAT 17 | IND Ab. | AUS Ab. | 25e        | 8      |